# Nicolai Reedtz
Nicolai „dev1ce” Reedtz (ur. 8 września 1995 w Vejle) – duński gracz e-sportowy rywalizujący w grach z serii Counter-Strike. Karierę profesjonalnego gracza rozpoczął w 2013 roku w drużynie Copenhagen Wolves. Od 4 grudnia 2015 roku gracz na pozycji AWPer w Astralis.
W swojej karierze wygrał dotychczas indywidualnie ponad 547 000 dolarów amerykańskich w ramach nagród za zajmowane w turniejach miejsca. Łącznie w karierze wygrał 23 oficjalnych turniejów, 17 razy był drugi, a 24 razy kończył swój udział na trzecim miejscu (stan na 17.01.2018).

## Życiorys
Pierwsze swoje rywalizacje rozpoczął w wieku 5 lat, grając w badmintona. Grał w największym klubie w Vejle, ale gdy miał 14 lat porzucił karierę w badmintona i rozpoczął zmagania w Counter-Strike’u. Oglądając transmisje z turnieju DreamHack Winter 2012, postanowił dorównać poziomem ówczesnym zawodowym graczom, a nawet ich przewyższyć. Z początku jego decyzja nie spotkała się ze zrozumieniem rodziców, ale po zdobyciu 1. miejsca na LAN-ie Europe National Championships zaakceptowali decyzję syna. Dzięki wygranej zasłynął w mediach i zyskał popularność na duńskiej scenie Counter-Strike’a. W przerwach od grania bardzo lubi biegać.

## Wyniki
Ważniejsze turnieje:
- 1. miejsce – IEM Katowice Major 2019[5]
- 1. miejsce – Faceit Major: Londyn 2018[6]
- 1. miejsce – Eleague Major: Atlanta 2017
- 1. miejsce – IEM Katowice 2017
- 1. miejsce – Esports Championship Series Season 2 – Finals
- 2. miejsce – Eleague CS:GO Premier 2017
- 2. miejsce – Eleague Season 2
- 1. miejsce – IEM XI – World Championship (CS:GO)
- 3–4. miejsce – MLG Major Championship: Columbus 2016
- 3–4. miejsce – PGL Major: Kraków 2017
- 4. miejsce – EPICENTER 2017
- 1. miejsce – CCS Finals Season 1
- 1. miejsce – PGL CS:GO Season 1 – Finals
- 1. miejsce – Faceit League 2015 Stage 1
- 12.–14. miejsce – Eleague Major: Boston 2018[7]

## Wyróżnienia indywidualne
- 20. miejsce w rankingu najlepszych graczy na świecie w 2014 roku według serwisu hltv.org (CS:GO)[8]
- 3. miejsce w rankingu najlepszych graczy na świecie w 2015 roku według serwisu hltv.org (CS:GO)[9]
- 3. miejsce w rankingu najlepszych graczy na świecie w 2016 roku według serwisu hltv.org (CS:GO)[10]
- 5. miejsce w rankingu najlepszych graczy na świecie w 2017 roku według serwisu hltv.org (CS:GO)[11]
- 2. miejsce w rankingu najlepszych graczy na świecie w 2018 roku według serwisu hltv.org (CS:GO)[12]